# HD 72660
HD 72660，又名BD-01 2074，SAO 136044、HR 3383，是一颗恒星，视星等为5.81，位于銀經227.29，銀緯21.58，其B1900.0坐标为赤經8h 28m 58.1s，赤緯-1° 21.58′ 37″。